# Esquilo-voador-lanoso
O Eupetaurus cinereus é um esquilo-voador e a única espécie colocado no gênero Eupetaurus. Até recentemente, o conhecimento científico da espécie rara era limitada a 11 peles coletadas no final do século XIX. No entanto, uma pesquisa recente confirmou que ainda existe na Caxemira paquistanesa. O Eupetaurus cinereus foi registrado no norte do Paquistão na área em torno de Gilgit. Estas áreas incluem Chitral e Astor. O habitat preferido parece ser as florestas coníferas de grande altitude associada com rochas e cavernas. O Eupetaurus cinereus é muito grande para um esquilo-voador (cabeça e corpo = 45–60 cm). Por causa de seu grande tamanho e de sua dentição original quase levou os pesquisadores a criarem uma família distinta. Zahler e Woods (1997) sugerem que Eupetaurus cinereus está mais relacionado com outro gênero de grande esquilos voadores, Petaurista.